# Reuters Financial Software
Pour les articles homonymes, voir Reuters (homonymie).
Reuters Financial Software est un éditeur spécialisé dans les progiciels pour salles de marché. Reuters a regroupé dans cette filiale, créée en 2002, les activités d’Effix, de Diagram et de Marvin Software et rassemblé leurs équipes dans les locaux historiques d’Effix, à Puteaux (Hauts-de-Seine).

## Principaux produits
- Thomson Reuters Eikon[1] (anciennement Reuters 3000 Xtra et Kobra) : affichage en temps réel d'informations financières

Anciens produits appartenant maintenant à la société Turaz:
- Kondor Trade Processing: application F2B de gestion de Trésorerie
- Reuters Kondor+ : application intégrée de front- et back-office de gestion des opérations de marché
- K+TP
- KGR
- TopOffice

## Évolution de l’activité
Après l’éclatement de la bulle internet, Reuters enregistre une baisse générale de son chiffre d’affaires et de ses résultats jusqu’en 2005. Les ventes de Kondor+ connaissent une dégradation particulièrement sensible tandis que celles de Reuters 3000 Xtra se maintiennent.
Dans le cadre de son programme de réduction de coûts, Reuters regroupe les activités de risk-management, jusqu’alors animées depuis Puteaux, avec celles liées au trading électronique, dans une nouvelle division appelée « Trade & Risk Management » dans un centre de décision unique à Londres.
L’activité se redresse ensuite, sous l’effet notamment des ventes de K+TP, l’extension back-office de Kondor+.
Pour répondre au souci des clients de Kondor+ de réduire le coût d’exploitation de leur plateforme, Reuters Financial Software propose des solutions d’hébergement.
En 2006, Reuters acquiert Application Networks, dont le produit Jrisk est partiellement concurrent de Kondor+, et cherche depuis à en faire une boite à outils intégrée à celui-ci, sous l’appellation Kondor Application Framework.

## Principaux concurrents
- Sungard, premier du secteur
- Misys[3], acteur historique dans le back-office avec Midas-Kapiti et présent dans le front-office depuis son rachat de Summit Systems
- Wall Street Systems, acteur historique dans le back-office et présent dans le front-office depuis son rachat de Trema
- Murex[4], éditeur français
- Sophis[5], éditeur français, racheté par Misys.

## Chiffres clé
- 200 000 utilisateurs dans le monde[6]
- L'effectif de RFS est stable depuis 2002 autour de 450 personnes.
- En 2009, les ventes mondiales de Reuters 3000 Xtra ont dépassé la barre des 100 000 licences
- Kondor+ représente 85 % du chiffre d’affaires